# Александер, Кэрол
Кэрол Александр (англ. Carol Alexander; род. 31 декабря 1955, Лондон) — британский ученый-финансист. Доктор философии (1980). Профессор финансов Университета Сассекса.
Окончила Университет Сассекса с отличием как бакалавр математики и экспериментальной психологии (1976) и там же получила степень доктора философии по алгебраической теории чисел (1980), научный руководитель — проф. Walter Ledermann). В Лондонской школе экономики получила степень магистра эконометрики и математической экономики (1985).
В 1982—1983 аналитик по облигациям в брокерской компании UBS Phillips and Drew.
В 1985—1998 гг. лектор математики и экономики в альма-матер, Университете Сассекса. В 1999—2012 гг. в Henley Business School.
В 2010—2012 гг. предправления Professional Risk Managers' International Association. C 2012 года профессор финансов Университета Сассекса.
В 2018 году занимала именную кафедру John von Neumann Chair в TU Munich. В январе 2019 года приглашенный профессор Оксфордского кампуса школы бизнеса Пекинского университета.
Соредактор Journal of Banking and Finance.
Также является почетным профессором Академии экономических исследований в Бухаресте (Румыния).
Автор четырехтомного учебника Market Risk Analysis (Wileys, 2008).